# Ferdinando Santarello
Ferdinando Santarello (Venezia, 26 febbraio 1910 – Venezia, 14 febbraio 1975) è stato un calciatore italiano, di ruolo portiere.

## Carriera
Giocò per due stagioni nel Venezia, disputando 14 partite nel campionato di Divisione Nazionale 1928-1929 e 15 partite nella Serie B 1929-1930; dopo la trasformazione del club in S.S. Serenissima disputa altre 11 gare nel campionato di Serie B 1933-1934.